# Ante Šarić
Ante Šarić (* 6. April 1984 in Split) ist ein kroatischer Schachspieler.

## Leben
Im Juli 2003 wurde er in Rabac kroatischer U19-Meister. Für die kroatische Nationalmannschaft spielte er von 2004 bis 2013 bei neun Mitropa-Cups. 2004, 2008, 2009 und 2013 gewann Kroatien das Turnier, 2005 belegte die Mannschaft den zweiten Platz und 2006 sowie 2012 den dritten. Šarić erhielt individuelle Goldmedaillen 2004 für sein Ergebnis von 6 aus 8 am vierten Brett, 2007 für sein Ergebnis von 5 aus 8 am ersten Brett und 2013 für sein Ergebnis von 7 aus 9 am dritten Brett. In der kroatischen 1. Liga spielt er für den  ŠK Liburnija Rijeka, den kroatischen Mannschaftsmeister 2012, in der bosnischen Premijer Liga 2005 für den ŠK Napredak Zenica sowie 2008, 2009 und 2011 für den HŠK Napredak Sarajevo. In der österreichischen Bundesliga spielt Šarić in der Saison 2019/20 für den SV Pillenkönig St. Veit.

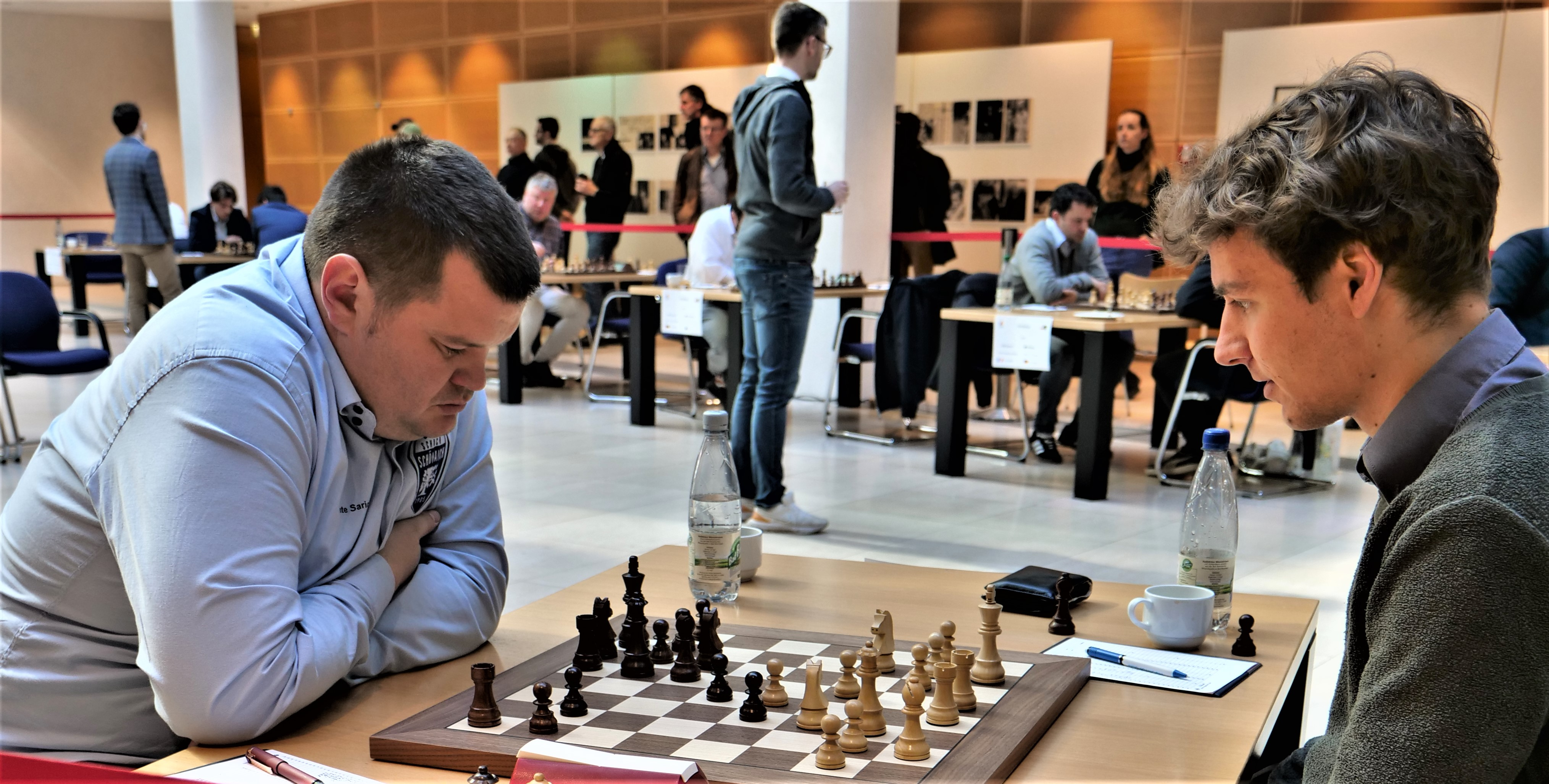
Ante Šarić für TSV Schönaich und Max Hess für die Schachfreunde Berlin am 2. April 2023 im Berliner Willy-Brandt-Haus

Im August 2003 wurde er Internationaler Meister, die Normen erfüllte er bei drei Turnieren in Kroatien, und zwar im August 2001 in Kostrena, im Mai 2001 in Split und im November 2002 in Opatija. Seit Januar 2007 trägt er den Titel Schachgroßmeister. Die Normen hierfür erreichte er alle im Jahr 2006, und zwar beim Open in Cannes im Februar, bei einem GM-Turnier in Bibinje im Juni und bei einem GM-Turnier in Rijeka im November. Nach einem Seminar in Rijeka im November 2010 mit den Schulungsleitern Adrian Mihalčišin und Georg Mohr trägt Ante Šarić zusätzlich den Titel FIDE-Trainer.
Mit seiner höchsten Elo-Zahl von 2600 im Januar 2016 lag er hinter Ivan Šarić und Zdenko Kožul auf dem dritten Platz der kroatischen Elo-Rangliste.